# Tipton (Misuri)
Tipton es una ciudad ubicada en el condado de Moniteau en el estado estadounidense de Misuri. En el Censo de 2010 tenía una población de 3262 habitantes y una densidad poblacional de 597,47 personas por km².

## Geografía
Tipton se encuentra ubicada en las coordenadas 38°39′18″N 92°46′53″O / 38.65500, -92.78139. Según la Oficina del Censo de los Estados Unidos, Tipton tiene una superficie total de 5.46 km², de la cual 5.41 km² corresponden a tierra firme y (0.85%) 0.05 km² es agua.

## Demografía
Según el censo de 2010, había 3262 personas residiendo en Tipton. La densidad de población era de 597,47 hab./km². De los 3262 habitantes, Tipton estaba compuesto por el 81.97% blancos, el 16% eran afroamericanos, el 0.43% eran amerindios, el 0.46% eran asiáticos, el 0.03% eran isleños del Pacífico, el 0.21% eran de otras razas y el 0.89% pertenecían a dos o más razas. Del total de la población el 1.35% eran hispanos o latinos de cualquier raza.